# Karen Seneca
'Karen Seneca(født 1968) er en dansk journalist og forfatter. Hun er især kendt for siderne Varm Weekend i Ekstra Bladet, hvor hun sammen med sexolog Joan Ørting var avisens sexredaktør i en årrække. De udgav bogen ’Varm weekend’ på Ekstra Bladets Forlag i 2008. Siden har hun skrevet en række bøger, blandt andet fire bøger i samarbejde med Jim Lyngvild:’Skøn som du er’, Nyt Nordisk Forlag,’Vild med Mary’, Politikens Forlag, 'Europas kronprinsesser, Politikens Forlag og 'Møgunge', Politikens Forlag.
Karen Seneca har været redaktør på magasinet 'Danske skæbner og eventyr Arkiveret 2. januar 2020 hos  Wayback Machine' frem til april 2017, magasinet blev udgivet af Egmont. Hun har rejseblogget siden 2013 og driver i dag rejsebloggen Vilde Verden Arkiveret 3. februar 2022 hos  Wayback Machine,  derudover er hun tilknyttet madbloggen Madensverden.dk.
.